# Sơn Dương (xã)
Sơn Dương là một xã thuộc thành phố Hạ Long, tỉnh Quảng Ninh, Việt Nam.
Xã Sơn Dương có diện tích 71,24 km², dân số năm 1999 là 4496 người, mật độ dân số đạt 63 người/km².